# John Fenn (pirate)
Pour les articles homonymes, voir Fenn.
 (juin 2008).
Si vous disposez d'ouvrages ou d'articles de référence ou si vous connaissez des sites web de qualité traitant du thème abordé ici, merci de compléter l'article en donnant les références utiles à sa vérifiabilité et en les liant à la section « Notes et références ».
John Fenn (mort en mai 1723) est un pirate anglais. Il a accompagné le Capitaine Bartholomew Roberts puis, plus brièvement, Thomas Anstis.